# 肌酸
肌酸（英語：creatine）是脊椎动物肌肉等组织中贮存高能磷酸键的物质，属一种含氮有机酸，可以促进ATP的循环利用，进而快速提供肌肉和神经细胞能量。
米歇尔·欧仁·谢弗勒尔于1832年首次在骨骼肌中发现肌酸。而后，根据希腊语（肉），命名为。

## 作用
肌酸能够与磷酸肌酸相互转化，因此可以作用于很多无脊椎动物体内的基于精氨酸和磷酸精氨酸的系统。由于这个能量运输器的存在，使得ATP与ADP的比例保持在一个很高的水平。这样就既保证了ATP中的自由能的高水平，又最小化了腺苷的流失（腺苷流失可能会导致细胞功能紊乱）。这样一个高能的磷酸缓冲溶液也被叫做磷酸原。

## 合成
在人体内，肌酸主要在肝中利用精氨酸、甘氨酸和甲硫氨酸合成。合成后95%的肌酸被贮存于骨骼肌中，剩下的存在于大脑、心脏和睾丸中。

肌酸生物合成

首先第一步，甘氨酸與精氨酸經由甘胺酸精氨酸脒基轉移酶（AGAT，EC 2.1.4.1)作用形成鳥胺酸與胍基乙酸，此過程在腎臟進行。
途径中的第二个酶，胍基乙酸N-甲基转移酶（GAMT），EC 2.1.1.2，主要在肝脏中表达。
肌酸生物合成途径中的基因缺失会导致多种严重的神经学缺陷。

## 肌酸与肌肉疾病的治疗
补充肌酸一直以来都被认为是治疗肌肉性、神经性或神经肌肉性疾病的一个可行的办法。包括治疗关节炎、慢性充血性心力衰竭、废用性萎缩、环状萎缩、肌肉磷酸化酶缺乏症、亨廷顿病、多样性神经肌肉疾病、线粒体疾病、肌肉营养失调和用于神经保护等。
两个科学研究已经显示肌酸可能对神经肌肉紊乱有益。康奈尔大学医学中心的M. Flint Beal，研究发现在延长患有肌肉萎縮性側索硬化症的老鼠的肝寿命方面，肌酸的效果是现行处方药Riluzole的两倍。他还认为肌酸之所以会对患有肌萎缩性侧索硬化症的老鼠的有着神经保护作用主要是两个原因，其一是受伤的神经细胞可用的能量增大，其二是阻断了导致细胞死亡的化学途径。麦克马斯特大学医学中心的两名加拿大籍研究者Mark Tarnopolsky和Joan Martin发现，肌酸可以使得患有多样的神经肌肉紊乱的人群适度的增加力量。最新的论文发表在1999年3月的《神经学》杂志。

## 在健身中的应用
肌酸可以在健身之前半小时或健身之后半小时内服用，亦可在当天任一时刻服用。(每天都服用最为重要，而不是服用时刻)
肌酸的使用量是根据体重计算的。在不参与大负荷运动的正常日补充量为：男性服用量为0.7-1.2毫克/磅，女性服用0.5-1.0毫克/磅。

## 副作用
到目前为止还没有发觉可靠的证据来证明額外服用肌酸有很强烈的副作用，因为它本身就是身体分泌的物质之一。如果在过量使用的情况下会造成輕度腹泻。
2015年3月，一篇刊登於British Journal of Cancer （页面存档备份，存于）的研究發現男性使用含有肌酸的補給品或許會增加睪丸癌的發生機率。